# 貪食醜臂鰨
貪食醜臂鰨為輻鰭魚綱鰈形目鰨亞目無臂鰨科的其中一種，為熱帶淡水魚，分布於南美洲亞馬遜河流域，體長可達9.6公分，棲息在底層水域，生活習性不明。